# 兰迪·吉文斯
兰迪·吉文斯（英語：Randy Givens，1962年3月27日—），美国女子田径运动员。她曾代表美国参加1983年和1987年泛美运动会田径比赛，获得二枚金牌和一枚银牌。她也参加了1984年夏季奥运会。